# Citerne souterraine
Pour les articles homonymes, voir citerne (homonymie).
Une citerne souterraine est un réservoir d'eau excavé dans le sous-sol et alimenté par drainage (notamment en Andalousie) ou par un aqueduc.
On en trouve de nombreux exemples en Espagne mauresque : en castillan, le nom local est aljibe, ou algibe et provient de la langue arabe.

## Grenade
La colline de l’Albaicin, contrairement à celle de la Sabika sa voisine, ne dispose pas de dénivelé lui permettant d’avoir une alimentation courante en eau depuis la Sierra Nevada.
Par conséquent, on y trouve creusées de nombreux aljibes, à distinguer des puits.
Dévalant les pentes de l’Albaicín avec des ânes, les aguadores étaient une profession importante pour la ville, cette figure est restée (statues et peintures).

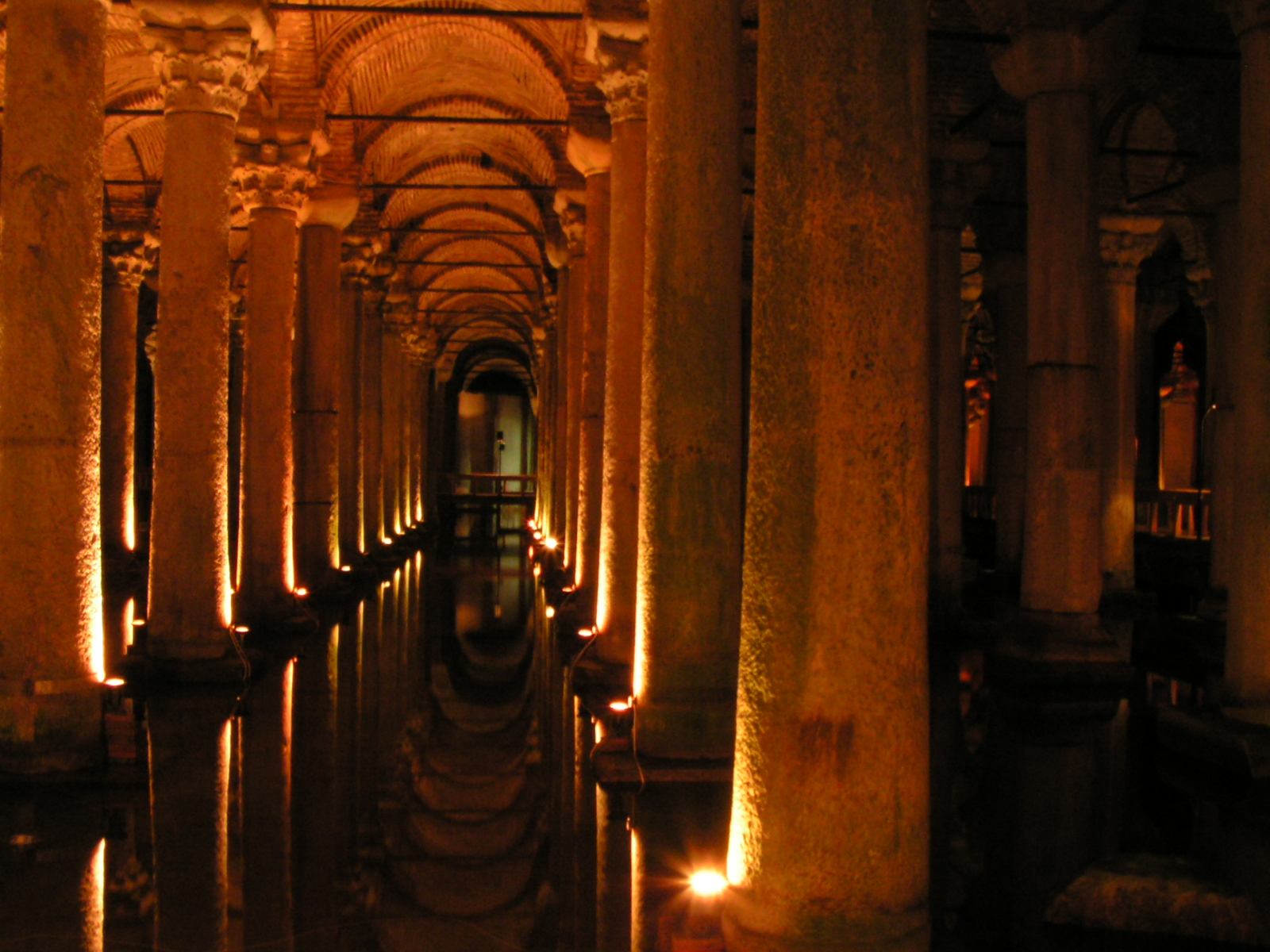
Les colonnades de la Citerne Basilique à Istanbul

## Constantinople(Istanbul)
La capitale de l'Empire byzantin possédait de très nombreuses citernes souterraines, dont les plus fameuses, la Citerne Basilique (Yerebatan Sarayı) et la Citerne de Philoxenos, sont encore visitables. Elles prenaient la forme de salles hypogées dont le plafond était soutenu par des centaines de colonnes.